# Anversa degli Abruzzi
Anversa degli Abruzzi là một đô thị thuộc tỉnh L'Aquila trong vùng Abruzzo Ý. Đô thị này có diện tích 31 km², dân số 431 người. Các đô thị giáp ranh gồm: Bugnara, Cocullo, Ortona dei Marsi, Prezza, Scanno, Villalago.